# Torrecilla de Alcañiz
Torrecilla de Alcañiz là một đô thị trong tỉnh Teruel, Aragon, Tây Ban Nha. Theo điều tra dân số 2004 (INE), đô thị này có dân số là 462 người.